# Ришарде, Луи
Луи Марсель Ришарде (фр. Louis Marcel Richardet; 17 мая 1864 — 14 января 1923) — швейцарский стрелок, двукратный чемпион летних Олимпийских игр 1900 и 11-кратный чемпион мира.

## Летние Олимпийские игры 1900
На летних Олимпийских играх 1900 в Париже Ришарде участвовал в соревнованиях по стрельбе из пистолета и винтовки. В одиночном пистолетном состязании он занял 4-е место, набрав 448 очков. В командном его сборная заняла первое место, выиграв золотые награды.
В винтовочной стрельбе стоя Ришарде занял 17-е место с 269 очками, с колена 9-ю позицию с 297 баллами, и лёжа 12-е место с 307 очками. В стрельбе из трёх позиций, в которой все ранее набранные очки складывались, он стал 16-м. В командном соревновании его сборная стала первой, получив золотые награды.

## Летние Олимпийские игры 1906
На неофициальных Олимпийских играх 1906 в Афинах Ришарде стал трёхкратным чемпионом в стрельбе из армейского пистолета на 25 м, из армейской винтовки на 300 м и среди команд. Он также получил три серебряные награды в произвольной винтовке с колена и лёжа и в армейской винтовке на 200 м. Однако эти шесть медалей не признаются МОКом, и они не считаются официальными.

## Чемпионаты мира
Ришарде участвовал на чемпионатах мира с 1897 по 1909. Он стал чемпионом 13 раз, серебряным призёром 4 раза и бронзовым 5.